# ミニオン・ハチャメチャ・ミッション 〜大悪党への道〜
- ユニバーサル・デスティネーションズ&エクスペリエンシズ > ユニバーサル・スタジオ・ジャパン > ユニバーサル・スタジオ・ジャパンのアトラクション > ミニオン・ハチャメチャ・ミッション 〜大悪党への道〜
- 怪盗グルーシリーズ > ミニオン・ハチャメチャ・ミッション 〜大悪党への道〜

ミニオン・ハチャメチャ・ミッション 〜大悪党への道〜（英: Illumination’s Villain-Con Minion Blast）は、イルミネーションの映画『ミニオンズ フィーバー』をテーマにしたユニバーサル・スタジオのアトラクションである。ユニバーサル・スタジオ・フロリダでは「Illumination’s Villain-Con Minion Blast」として2023年夏にミニオン・ランド内にオープンし、日本では2025年夏にユニバーサル・スタジオ・ジャパン（USJ）のミニオン・パーク拡張エリアに「ミニオン・ハチャメチャ・ミッション〜大悪党への道〜」の名称で導入された。USJ版の体験時間は約7分間で、映画に登場する悪党グループへの加入を目指して電気銃（ブラスター）で的を狙い高得点を競う内容となっている。

## 概要
本アトラクションは、移動式歩道上を進みながらシューティングゲームを楽しむ新形式のものである。ゲストは「イーリミネーターX」と呼ばれるワイヤレスブラスターを携え、動く歩道（ムービングウォークウェイ）上で悪党たちの映像や実物の的を撃ち抜いてポイントを稼ぐ。最新のスクリーン技術と物理プロップを組み合わせた没入型の空間で、画面内外のターゲットを次々に破壊していく。アトラクションは「ムービング・ウォークウェイ式シューティングアトラクション」としては世界・国内パーク初の試みである。さらに、公式スマートフォンアプリと連動し、ブラスターをアプリにタップ同期させることでスコアの記録や特別ミッション、ボーナスアイテムの獲得などが可能となり、リプレイするたびに異なる体験が味わえる工夫が施されている。USJ版では新設エリアのフードスタンドやグッズショップもオープンし、ミニオン・パーク全体の面積が約1.4倍に拡大する。

## ストーリー
ゲストは「大悪党大会（ヴィランコン）」に参加する。1970年代からタイムスリップしてきた悪党チーム「ビシャス6」がヴィランコンを開催し、新たなメンバーを選抜しようとしている。ゲストはオーディション参加者として、自らの悪役スキルを試してポイントを獲得し、最終的にビシャス6への加入を目指す。
待ち列（キュー）ではヴィランコンやビシャス6に関する展示や映像で事前に世界観が演出され、会場内の案内板や小道具に「悪党らしいギャグ」も散りばめられている。
アトラクション本編では、ムービングウォーク上で銃を構え、映画に登場する悪党たち（ベル・ボトム、ジャン・クロード、スヴェンゲンス など）の映像を前に撃ち合うシーンが展開する。凍結ビームやバナナ爆弾、ヌンチャク爆弾など複数の特殊弾を切り替えながら、アイテムや映像中のミニオンを撃つことでスコアを高める仕掛けになっている。最終的には獲得点数が表示され、ゲストは自分の「悪党としての腕前」を確認する。

## 製作
本アトラクションは、ユニバーサル・クリエイティブ（USJおよびユニバーサル・オーランドの開発部門）とイルミネーションが協力して開発したものである。米国版「Villain-Con Minion Blast」は2022年12月に発表され、2023年夏にユニバーサル・オーランドのミニオン・ランドで開業した。2025年4月にはUSJがエリア拡張とともに日本導入をサプライズ発表した。USJでは8周年記念イベントでミニオンとゲストがヴィラン（悪党）とダンス対決を繰り広げた末に新情報が明かされるという演出が行われた。技術面では、動く歩道・スクリーン・センサーを駆使し、物理プロップを配したイマーシブなセットが組まれた。公式アプリ連動機能を導入し、ブラスター同期で得点の追跡やゲーム内ミッション、報酬獲得が可能となる仕組みも国内初で導入された。
開発者はゲームデザインを重視しており、ユニバーサル・クリエイティブのヴィクター・ルゴは「ゲームデザインがアトラクション開発の核心であり、アプリによって各回異なる遊びを提供できるように設計した」と述べている。イルミネーションのクリエイターも「Villain-Conにはまだ語られぬ物語が多くあり、ゲストはVillain Blastで馴染みの悪党たち（ベクターから最新のビシャス6まで）と戦える」と期待を語っている。メディア初期の評価では、「家族で楽しめる楽しいアトラクション」として好評を得ており、米国メディアのレビューでは15/20と肯定的に評された例もある。日本の来場者レビューでも、凝った待ち列演出やワイヤレス銃によるゲーム性が評価され★4（5点満点）の高得点を与える声が見られる。